# Фазлія Шачирович
Фазлія Шачирович (серб. Фазлија Шаћировић; 4 травня 1957) — югославський боксер, призер чемпіонату світу серед аматорів.

## Аматорська кар'єра
На чемпіонаті Європи 1975 в категорії до 48 кг програв у першому бою Дьордю Гедо (Угорщина).
На Олімпійських іграх 1976 в категорії до 51 кг переміг Хуліо Гусмана (Пуерто-Рико) і програв Лешеку Блажинському (Польша) — 2-3.
На чемпіонаті Європи 1977 в категорії до 54 кг програв у другому бою Штефану Фьорстеру (НДР).
На чемпіонаті світу 1978, що пройшов у Югославії, завоював срібну медаль.
- В 1/16 фіналу переміг Лешека Блажинського (Польща) — 5-0
- В 1/8 фіналу переміг Манфреда Кеніга (ФРН) — RSC 1
- У чвертьфіналі переміг Ріка Локріджа (США) — 3-2
- У півфіналі пройшов Чон Кім Чхіль (Південна Корея)
- У фіналі, незважаючи на шалену підтримку трибун, програв Адольфо Орта (Куба) — 2-3

1979 року на Середземноморських іграх став чемпіоном.
На Олімпійських іграх 1980 програв у першому бою Велі Кута (Фінляндія).